# Діалог
Діало́г (грец. Διάλογος — «розмова») — двосторонній обмін інформацією (розмова, спілкування) між двома або більше людьми (або у технічній мові — людиною та ЕОМ) у вигляді питань та відповідей.
Монологічний і діалогічний тексти відрізняються між собою як з погляду структури, яка лежить в основі мовленнєвої ситуації, так і з погляду закономірностей текстоутворення, що в них діють (О. І. Москальська).
Відмінності в структурі мовленнєвої ситуації визначаються розподілом ролей між учасниками мовленнєвого процесу. Монологічний текст — це усне чи письмове мовлення однієї особи, інший учасник мовленнєвого акту — адресат, реципієнт*, або мислиться, або не відразу реагує (лінійний ланцюжок речень). Діалогічний текст репрезентує альтернативний ланцюжок, що утворюється чергуванням висловлювань двох чи декількох учасників мовлення.
В основі діалогу лежить діалогічна єдність: вираження думок та їх сприйняття, реакція на них, що знаходить відображення у структурі цього акту мовлення. Діалог складається з взаємопов'язаних реплік співрозмовників.
Діалогічне спілкування являє собою не один якийсь вид мовленнєвої діяльності його учасників, а мовленнєвий акт (обмін інформацією), у якому говоріння і слухання — нерозривно пов'язані види мовленнєвої діяльності.
Основними ознаками діалогу є: намір, цілеспрямованість, правила ведення розмови.
Цілеспрямованість мовленнєвої дії в діалозі — це наявна чи прихована мета мовця (слухача) (повідомлення про щось, питання, наказ, порада, обіцянка і под.).
Для того, щоб досягнути своєї мети кожний із співрозмовників реалізує свій намір, спонукаючи партнера до певних мовленнєвих дій.
Необхідною для діалогу є правила ведення розмови: а) повідомлення подається певними порціями; б) повідомлення відповідає темі розмови; в) співрозмовники роблять мовлення зрозумілим, послідовним.
Існує типовий набір смислових частин розмови:
1. установлення контакту із співрозмовником (зоровий — мовленнєвий, зоровий + мовленнєвий);
2. початок розмови;
3. розвиток теми (реакція співрозмовника + репліки); кінцівка розмови.